# Buth Diu
Buth Diu (Böth Diew, gest. ca. 1972) war ein Politiker des Sudan. Er war einer der frühen Führer der Liberal Party in den Jahren vor und nach der Unabhängigkeit 1956. Seine Partei vertrat die Interessen der Südsudaner.
Obwohl er ein föderales System bevorzugte, unter welchem der Süden seine eigenen Gesetze und Administration gehabt hätte, war Buth Diu kein Verfechter einer Sezession des Südens. Als sich die Positionen verhärteten während des Ersten Bürgerkriegs im Sudan (1955–1972), wurde seine Kompromissposition zunehmend diskreditiert.

## Leben

### Jugend
Buth Diu gehörte zum Volk der Nuer. Er wurde in Fangak im Süden des Sudan geboren.
Buth Diu besuchte keine Schule, konnte aber einen Job als Houseboy des Britischen District Commissioner ergattern. Er brachte sich selbst Englisch bei und lernte zu Lesen, Schreiben und Schreibmaschinenschreiben.
Mit diesen Fähigkeiten wurde er Dolmetscher des District Commissioners, ein einflussreicher Posten.
1947 war er ein lokaler Regierungsbeamter.

## Repräsentant des Südens
Nach dem Zweiten Weltkrieg herrschte in Großbritannien die Stimmung vor, dass man dem Anglo-Ägyptischen Sudan Unabhängigkeit sowohl von Britannien als auch von Ägypten geben sollte.
Buth Diu war einer der politischen Führer des Südens, die am 12. und 13. Juni 1947 eine Konferenz in Juba besuchten um die Empfehlungen einer früheren Konferenz in Khartum zu diskutieren. Dort war die Entscheidung gefallen, dass Süden und Norden des Sudan in einem Land vereint sein sollten.
Die Südsudaner waren und sind ethnisch und kulturell von den Völkern des Nord-Sudan stark verschieden, aber die Realität war, dass der Sudan groß, aber arm war, und wenn das Land geteilt wäre, beide Teile extrem schwach.
Keine Repräsentanten des Südens waren bei der Konferenz in Khartum anwesend.
Bei der Konferenz in Juba bestand Buth Diu darauf, dass es Sicherheitsmaßnahmen geben müsse, auch wenn die Nordsudaner behaupteten, dass sie den Süden nicht dominieren wollten. Den Nordsudanern dürfe es nicht erlaubt sein, sich ohne Erlaubnis im Süden anzusiedeln, und sie sollten sich nicht in lokale Verwaltung im Süden einmischen dürfen, und es dürfe per Gesetz nicht erlaubt sein, dass sie einen Südsudanesen als Sklaven bezeichneten.
Dennoch war Diu nicht für eine Trennung.
Er sagte die Regierung solle Repräsentanten aus dem Süden bestimmen, die in den Norden gehen sollten um die dortige Legislative, Finanzen und Administration zu studieren.
Er war für eine sofortige Einführung des Arabischen in den Schulen im Süden, damit der Süden den Vorsprung des Nordens aufholen könne.
Buth Diu formte die „Upper Nile Political Association“ in der Provinz Upper Nile.
Der Generalgouverneur des Sudan kündigte die Bildung der Constitution Amendment Commission (Kommission zur Ergänzung der Verfassung) im März 1951 an. Buth Diu war der einzige Südsudaner der Kommission, welche aus 16 Repräsentanten des Nordens bestand, sowie drei britischen Beamten inklusive des Vorsitzenden.
Als die Kommission am 26. März 1951 ihre Arbeit begann, rief Buth Diu dazu auf, eine föderale Verfassung zu entwerfen.
Seine Vorschläge wurden dauerhaft von den Repräsentanten des Nordens in der Kommission blockiert und er trat enttäuscht zurück.
Die Kommission ging ohne Repräsentanz des Südens weiter.
Die britischen Mitglieder der Kommission beharrte jedoch auf den Sicherheitsmaßnahmen im Entwurf der Verfassung um gewisse Interessen des Südens zu schützen. Unter anderem wurden ein eigener Minister für die Südprovinzen und ein Beratungsgremium für Angelegenheiten des Südens geschaffen. Die Leute aus dem Norden konnten diese Vorsorgemaßnahmen jedoch später wieder aufheben.

## Parteiführer
Die Bewegung Southern Sudanese Political Movement wurde 1951 von Stanislaus Paysama, Abdel Rahman Sule und Buth Diu gegründet.
Als Generalsekretär der Partei protestierte Buth Diu bei den Vereinten Nationen gegen die Vereinbarungen, welche von der Constitution Amendment Commission des Sudan getroffen worden waren.
1952 änderte die Partei ihren Namen in „Southern Party“.
1953 waren Benjamin Lwoki, der Vorsitzende, Stanislaus Paysama, Vice Chairman, Buth Diu, der Generalsekretär und Abdel Rahman Sule, Schirmherr der Partei, die Parteiführung.
Die Partei hatte das Ziel die komplette Unabhängigkeit des Sudan zu erreichen sowie eine spezielle Regelung für den Süden, 1953 wurde sie offiziell registriert. Zuerst erhielt sie breite Unterstützung von den gebildeten Schichten des Südens, aber auch vom Großteil der Menschen im Süden des Sudan.
1954 wurde die Partei erneut umbenannt in „Liberal Party“, um dem Verdacht entgegenzuwirken, dass sie nur für die Unabhängigkeit des Südens arbeiten würde. Aber es schloss sich dennoch niemand aus dem Norden an.
Buth Diu bereiste im August 1954 den Süden auf Kosten von Sayyid ’Abd al-Rahman, des Patrons der Ummah Party (حزب الأمة القومي ‎ Hizb al-Umma al-qawmmy), und in seinen Ansprachen zitierte er die Wahlversprechen der National Unionist Party (NUP الحزب الإتحادي الديموقراطي‎ al-Hizb al-Ittihadi al-Dimuqrati), da die NUP die vorausgehenden Wahlen gewonnen hatte.
Der Premierminister Ismail al-Azhari bezeichnete dies als Aufrührerei und drohte Gewalt anzuwenden, um eine Abspaltung zu vermeiden. Azhari warf Buth Diu und Bullen Alier aus seinem Kabinett, weil sie die Politik seiner Regierung gegenüber dem Süden kritisierten.
Das Parlament des Sudan wurde dann im November 1958 nach einem Militärputsch von General Ibrahim Abbud sowieso aufgelöst.

## Spätere Jahre
Im November 1964 gab General Abbud die Kontrolle wieder ab an eine zivile Interimsregierung. 1965 wurde eine Regierung gewählt, welche von Nordstaatlern dominiert und  von Muhammad Ahmad Mahgoub geführt wurde. Diese Regierung legte Lippenbekenntnisse für eine friedliche Lösung des Konflikts ab, während sie zunehmend brutal gegen die Anya-Nya-Rebellen vorging.
Die Southern Front (الجبهة الجنوبية ‎) zog ihre Kandidaten aus dem Supreme Council und dem Kabinett ab, weil sie kritisierten, dass die Regierung die  Vereinbarung gebrochen habe, dass die Southern Front die einzigen Repräsentanten des Süden sein sollten.
Die Sudan African National Union (SANU) hatte zwei Mitglieder im Kabinett, Alfred Wol Akoc und Andrew Wieu, und Buth Diu wurde auf den dritten Sitz berufen, welcher für einen Südstaatler im Kabinett bestimmt war.
Er wurde zum Minister of Animal Resources ernannt.
Die zwei Minister der SANU traten nach den Juba- und Wau-Massakern unter Protest zurück.
Buth Diu und Philimon Majok waren daraufhin die einzigen Repräsentanten des Südlichen Sudan in der Regierung und beide waren Unterstützer eines vereinigten Sudan.
Buth Diu starb bald nach dem Addis-Abeba-Abkommen (1972), als der Erste Sudanesische Bürgerkrieg endete.
Er hatte versucht die große Lücke zwischen dem Süden und den Realitäten der nordzentrierten Politik zu überbrücken und war oft darin gescheitert jedes der Lager zufriedenzustellen.
Buth Diu sagte einmal, dass der Sudan wie ein Adler mit einem gebrochenen Flügel sei, der sich am Boden dahinschleppt und jeden Tag schwächer wird und sich dabei danach sehnt in die Freiheit des Himmels zurückzukehren.